# Советское освоение Карельского перешейка

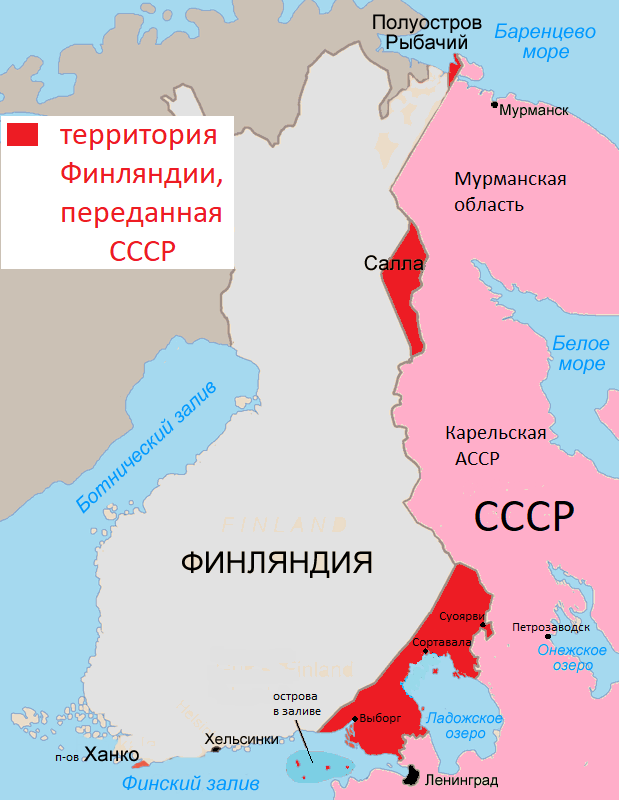
Территории отошедшие от Финляндии к СССР в результате Московского договора 1940 года

Советское освоение Карельского перешейка началось вскоре после Советско-финляндской войны и заключения Московского мирного договора от 12 марта 1940 года. До этого момента Карельский перешеек практически полностью принадлежал Финляндии. Местное финское население было сначала частично эвакуировано в годы войны, а затем депортировано вскоре после ее окончания. 31 марта 1940 года был принят Закон СССР о передаче большей части полученных от Финляндии территорий в состав вновь образованной Карело-Финской ССР (Виипурский, Кексгольмский и Сортавальский район). Ряд уездов, примыкающих к Ленинграду, вошёл в состав Ленинградской области: Каннельярвский, Койвистовский и Раутовский район. До выборов в местные (районные) советы власть осуществлялась Временными уездными управлениями. С райсоветами делили власть райкомы партии.
Советское государство поощряло заселение новых территорий. Переселенцам обеспечивался бесплатный проезд, предоставлялись денежные ссуды и освобождение от налогов. Первые советские переселенцы (в 1940 году) прибывали с территорий Архангельской, Вологодской, Калининской, Орловской и Рязанской областей, а также с территории Чувашии, Татарстана, Белоруссии (Гомельская область) и Украины. Всего тогда было переселено около 4 тыс. семей. Переселенцы образовывали землячества. Например, в Выборгском районе в межвоенный период 1940—1941 годов был образован колхоз «Татарстан», в котором большинство колхозников были выходцами из Татарии. В районе было создано шесть школ, обучавших детей на татарском языке. 6 октября 1940 году на русском языке стала выходить газета «Виипурский большевик». На предприятия целлюлозно-бумажной и лесной промышленности из Ленинграда выехало около 8 тыс. человек. Кадровые вопросы решались и с помощью демобилизованных красноармейцев. В зданиях бывших финских лютеранских церквей создавались Дома культуры.
В годы Великой Отечественной войны Финляндия временно вернула контроль над утраченными территориями, но в 1944 году в результате Выборгской операции Карельский перешеек вновь стал советской землёй, целиком войдя 24 ноября 1944 года в состав Ленинградской области. После Великой Отечественной войны начался второй этап советского освоения Карельского перешейка. Разруха на некогда оккупированных территориях СССР способствовала перемене мест. Однако переселенцы сталкивались со сложностями. Они опасались пользоваться оставленной финнами провизией. Существовала опасность от оставшихся со времен войны неразорвавшихся мин и снарядов. С недоверием относились переселенцы к хуторской системе хозяйствования, предпочитая жить колхозами. Центрами духовной жизни поселенцев становились избы-читальни и библиотеки. К концу 1945 года в Выборгском районе функционировало 15 школ, в которых обучался 271 ученик.
К 1948 году на Карельском перешейке было открыто 6 домов культуры, 26 сельских и рабочих клубов, 35 изб-читален. Создано 25 библиотек. Появились районные газеты, которые курировали местные органы власти Советы: «Новый путь», «Красное знамя», «Сталинское слово».
В 1948 году развернулась широкомасштабная топонимическая экспансия, в том числе переименованием населенных пунктов. Во вновь заселённом Выборге появились проспект Ленина и бронзовый памятник Ленину на гранитном постаменте. Помимо советских героев ценились и дореволюционные деятели, связанные с российским освоением края. Так в 1941 в советском Выборге был восстановлен памятник Петру I. Памятники финляндской государственности при этом разрушались (памятник Независимости).
Демография Карельского перешейка (не считая Всеволожского района) к началу XXI века составляла 266 тыс. человек: Выборгский район 203962 (2016 год) и Приозерский район 62,7 тыс.. Из них около 80 тыс. живет в Выборге.